# Leo Shin
Leo Shin (ur. 19 marca 1988 w Seulu) – nowozelandzki piłkarz, występujący na pozycji napastnika w klubie Te Atatu.

## Kariera klubowa
Leo Shin rozpoczął swoją karierę piłkarską w młodzieżowym zespole Tasmania Gropiusstadt w Niemczech, gdzie w sezonie 2005/2006 wystąpił w 11 meczach i zdobył 3 bramki w A-Junioren Bundesliga. Następnie przeniósł się do Nowej Zelandii, gdzie reprezentował kilka klubów:
- Eastern Suburbs AFC (2006)
- Hawke's Bay United FC (2006–2007)
- Waitakere United (2007–2008)
- YoungHeart Manawatu (2008–2009)
- Eastern Suburbs AFC ponownie (2009–2010)[2]

W 2010 roku przeniósł się do Australii, gdzie grał dla Sunshine George FC, a następnie dla Melbourne Knights FC w latach 2011–2012.